# Apanteles sagax
Apanteles sagax är en stekelart som beskrevs av Wilkinson 1929. Apanteles sagax ingår i släktet Apanteles och familjen bracksteklar. Inga underarter finns listade i Catalogue of Life.